# Roberta Amadei
Roberta Amadei (Bologna, 20 marzo 1949) è una cantante italiana.

## Biografia
Sorella minore di Cristina Amadei, ha vinto il Festival di Castrocaro 1966.
Ha così acquisito il diritto a partecipare al Festival di Sanremo 1967, dove ha presentato, in coppia con Carmelo Pagano, il brano Devi aver fiducia in me, che non accede alla finale.
Nello stesso anno partecipa al Cantagiro con Accipicchia l'Angelicchia.
Nel 1969 pubblica il singolo Parlami sotto le stelle/Soltanto un'ora.

## Discografia parziale

### Singoli
- 1967: Devi aver fiducia in me/Più di una volta (Ri-Fi, RFN NP 16179)
- 1967: Accipicchia l'Angelicchia/Devo amare te (Ri-Fi, RFN NP 16220)
- 1969: Parlami sotto le stelle/Soltanto un'ora (Variety FNP-NP 10113)